# Meduller
Die Meduller (lateinisch Medulli) waren ein keltischer Stamm in den Alpen. Ihr Name soll sich von medu („Met“) herleiten. Ihr Siedlungsgebiet war in Maurienne zwischen Tarentaise (in Savoyen) und dem Aostatal. Sie waren bekannt für Metallverarbeitung.
Genannt werden sie bei Claudius Ptolemäus zusammen mit fünf weiteren Stämmen. Das Tropaeum Alpium im heutigen La Turbie (erbaut 7/6 v. Chr.) nennt die Meduller in der Liste der 16/15 v. Chr. in den augusteischen Alpenfeldzügen besiegten Alpenvölker.